# Brendan Behan
Brendan Francis Aidan Behan, irsky Breandán Ó Beacháin (9. únor 1923, Dublin – 20. březen 1964, Dublin) byl irský republikánský politik a spisovatel. Psal anglicky i irsky.
Vyučil se malířem pokojů. Byl též dobrovolníkem Irské republikánské armády, do níž vstoupil v šestnácti letech, za což byl vězněn v Británii i Irsku. Ve vězení se naučil irsky. Propuštěn byl po amnestii roku 1946, načež žil v Dublinu, Kerry, Connemaře a chvilku též v Paříži. Roku 1954 napsal svou první divadelní hru The Quare Fellow. Další hra The Hostage (napsána původně irsky pod titulem An Giall) mu zajistila mezinárodní reputaci, stejně jako autobiografický román Borstal Boy, kde se vrátil ke zkušenosti věznění. Měl celoživotní problémy s alkoholem, k jeho známosti mj. přispělo i několik televizních vystoupení, v nichž byl zjevně opilý. Kombinace s cukrovkou způsobila jeho brzkou smrt v 41 letech.